# Win高速化
Win高速化（ウィンこうそくか）は、attosoftが開発したPC用の無償のソフトウェアの1つである。本フリーウェアは日本語版Windowsに対応した「高速化ソフト」の1種であり、Windowsのレジストリを書き換えることでディスクアクセス用キャッシュメモリの配分を増やしたり、あまり使わない常駐サービスを停止したりすることで使用者の操作性を向上させるものである。
分かりやすいGUIで初心者にも扱いやすくしており、評価が高い。スタートアップの制御機能を内蔵している。『Win高速化 Classic』の後継にあたる「Win高速化XP+」の開発は中止されたが、『Win高速化』としてバージョンアップが続いている。

## 開発休止と再開
コンセプトエンジン社に類似した「Win高速化 Advanced XP ファクトリーパッケージ」が発売され、同社に抗議し発売停止させるも2005年、コンセプトエンジン社が同様に類似した「Win高速化 Advanced XP 2006」を発売し、これは同年12月26日に販売終了した。その後、コンセプトエンジン社はWin高速化 Advanced XPとWin高速化PC+/XP+の関係を否定したものの、類似性などを指摘されネット上で議論が起こり、最終的にattosoftはWin高速化PC+/XP+の開発を休止した。
しかし、2010年3月8日、突如Windows 7, Vistaに対応したWin高速化1.0を公開し、開発を再開する。バージョンが1.0に差し戻されたのは、開発環境を変えて一から作りなおされたためと考えられる。現在までに15以上の設定項目が追加され、『Win高速化 PC+』は『Win高速化 Classic』と改称された。